# Tabqadam
De Tabqadam (Arabisch: سد الطبقة) of Ath-Thawradam (Arabisch: سد الثورة letterlijk 'dam van de revolutie'), is een stuwdam in de Eufraat. De dam ligt 40 km ten westen van Ar-Raqqah in Ar-Raqqah Gouvernement in Syrië. De Tabqadam is 60 m hoog en 4,5 km lang en is de grootste dam in Syrië. Het stuwmeer achter de Tabqadam wordt het Assadmeer genoemd en is het grootste meer in Syrië. De bouw van de Tabqadam duurde van 1968 tot 1973 en kwam tot stand met hulp van de Sovjet-Unie. Tijdens de bouw van de dam groeven Syrische en internationale teams van archeologen – inclusief Nederlandse – zo veel mogelijk archeologische vindplaatsen op die door het vollopen van het meer onder water zouden komen te staan. In 1974 werd de dam afgesloten om het stuwmeer te vullen. Dit leidde tot een politiek conflict met Irak doordat dit land nu minder water uit de Eufraat ontving. Dit conflict werd opgelost door interventie van Saoedi-Arabië en de Sovjet-Unie. De dam levert waterkracht en irrigatie maar door de toegift aan Irak niet zo veel als oorspronkelijk bij de bouw gepland was.